# Giovanni Canavesio

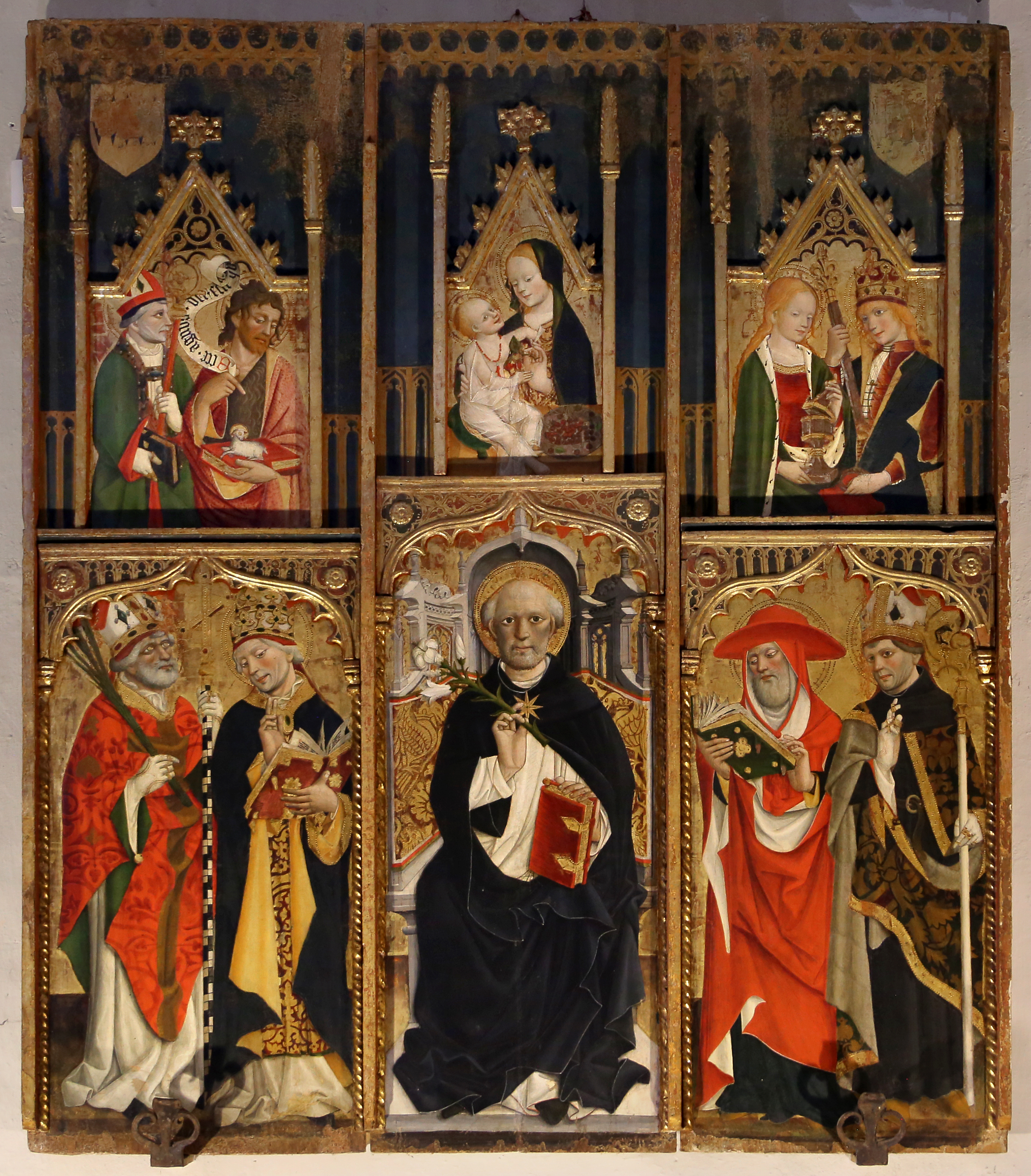
Polittico con San Domenico, i quattro dottori della Chiesa, Madonna col Bambino e santi, 1472, Taggia, chiesa del convento di San Domenico

Giovanni Canavesio (Pinerolo, prima del 1450 – 1500) è stato un pittore italiano della seconda metà del XV secolo, nato in Piemonte, attivo in Liguria e sulle Alpi Marittime.

## Biografia
Le notizie sulla sua vita sono piuttosto scarse. Sappiamo dagli archivi che nel 1450 teneva bottega a Pinerolo (ove è registrato come "maestro pittore"); nel 1472 era  presente in Albenga assieme al fratello Giacomo, poi sino al 1500 si spostò con grande frequenza - esempio di atelier itinerante - lungo i crinali delle Alpi Marittime, firmando e datando le sue opere.
La firma (Presbiter Johes canavesis) posta sul polittico conservato alla Galleria Sabauda di Torino testimonia che, nel corso della sua vita, divenne sacerdote.
Gli furono affidate commesse relative a grandi cicli di affreschi  le cui raffigurazioni pittoriche erano didatticamente pensate come "Biblia Pauperum" ad uso dei fedeli. Agli affreschi si aggiungevano talvolta richieste di polittici destinati a decorare gli altari.
Tra i cicli di affreschi eseguiti da Canavesio in Liguria va ricordato quello della chiesa di San Bernardo a Pigna (1482) (Imperia) con scene della Passione e del Giudizio Universale e l'affresco araldico del 1477 presso il palazzo vescovile di Albenga.

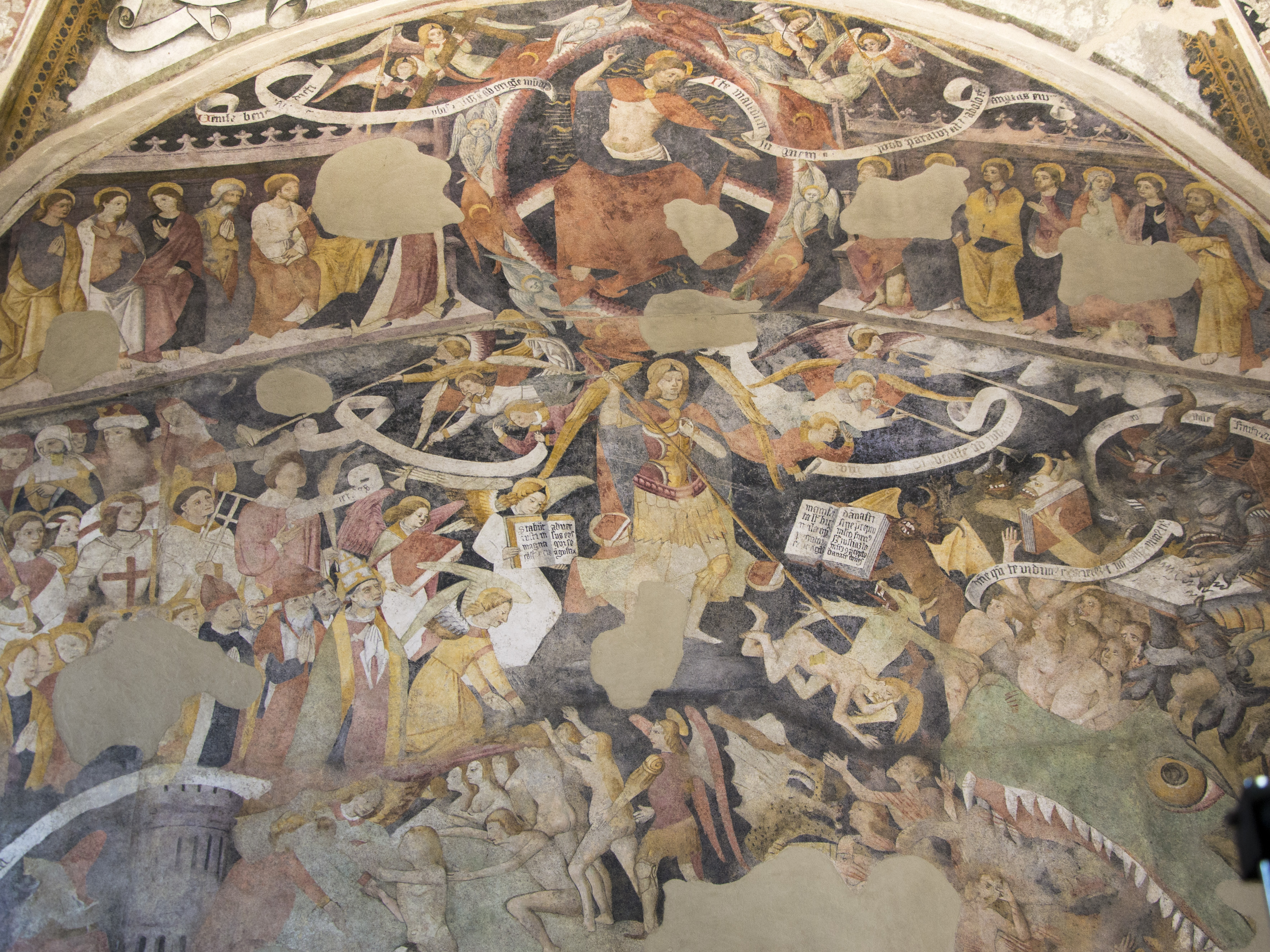
Giudizio Universale, Chiesa di San Bernardo (Pigna), 1482

La sua  opera più importante è il grandioso ciclo di affreschi (1491) dai colori smaglianti,  posto nella cappella di Notre Dame des Fontaines vicino a Briga (La Brigue); vi troviamo, nell'arco trionfale, scene della Vita della Vergine e Infanzia del Cristo, mentre la Passione di Cristo occupa per intero le due pareti della navata ed il grande Giudizio Universale  occupa la controfacciata della parete di ingresso.
Tra i polittici rimasti, oltre a quello della Galleria Sabauda, vanno menzionati quello nella chiesa del convento di San Domenico a Taggia (Imperia) (1472), la pala dell'altare maggiore nella chiesa dei Santi Giuseppe e Floriano a Verderio Superiore (Lecco) (1499) e quello, recentemente restaurato, nella Chiesa di San Michele Arcangelo a Pigna datato 1500.

## Breve profilo artistico

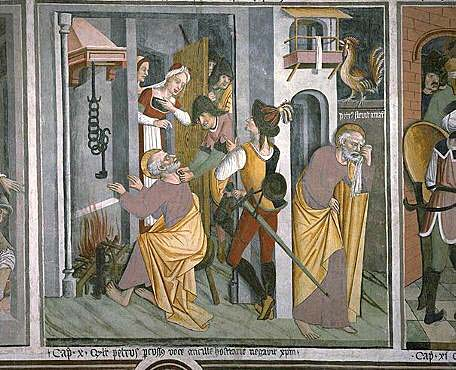
La negazione di S. Pietro, scena del ciclo di affreschi nel santuario di Notre-Dame des Fontaines a Briga Marittima

Cresciuto nel contesto della pittura piemontese verso la metà del XV secolo, dominata dalla lezione gotica di Giacomo Jaquerio,  Canavesio fece propri i canoni stilistici di una pittura religiosa che, per rispondere alla sua funzione pedagogica, deve rendere con immediata crudezza le passioni e dare forma grottesca alle malvagità dell'animo umano.
Il profilo artistico di Canavesio non va tuttavia confinato nella dimensione di un onesto frescante, che ripropone fuori tempo canoni stilistici ormai desueti. Egli si dimostra aggiornato sulla evoluzione delle pittura ligure avvenuta sulla scia di Vincenzo Foppa e per impulso, soprattutto,  di Ludovico Brea; conosce la scuola provenzale dominata dalle figure di Enguerrand Quarton e di Barthélemy d'Eyck, e conosce (soprattutto attraverso opere a stampa di Israhel van Meckenem) l'arte nordica. Sorprende, nella inquietate rappresentazione del Giudizio Universale di Notre Dame des Fontaines, che la raffigurazione scheletrica della morte intenta ad abbracciare l'abisso infernale e la figura combattente di San Michele, siano una palese citazione tratta da tavole di analogo soggetto eseguite dai fiamminghi  Jan van Eyck e Petrus Christus.